# SN 1999dt
SN 1999dt – supernowa typu Ia odkryta 4 września 1999 roku w galaktyce A004542+0003. W momencie odkrycia miała maksymalną jasność 23,50m.